# Stadio Abe Lenstra
Lo Stadio Abe Lenstra (ned. Abe Lenstra Stadion) è uno stadio di Heerenveen dove l'Heerenveen gioca le sue partite in casa. Prende il nome dall'ex calciatore Abe Lenstra. Lo stadio è situato vicino all'autostrada A32 e a 15 minuti a piedi dalla stazione ferroviaria cittadina e appartiene allo Sport Heerenveen.

## Storia

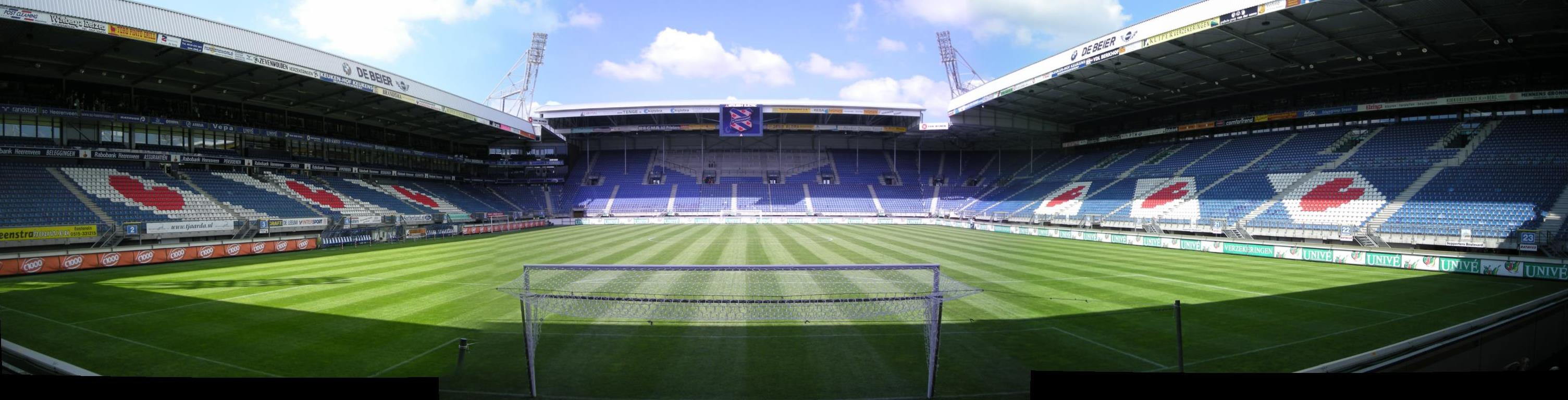
Panoramica campo di gioco dell'Abe Lenstra Stadion

L'Heerenveen, prima della costruzione dello stadio, utilizzava lo Sportpark North ma, a causa delle grandi ambizioni del club, questo stadio fu abbandonato. I lavori dello stadio furono cominciati da Riemer van der Velde il 14 marzo 1994.
Lo stadio è stato inaugurato il 20 agosto 1994 con un'amichevole contro il PSV in quella che è stata anche la gara d'esordio di Ronaldo sul suolo europeo. La prima inaugurazione dello stadio fu fatta dal Principe Guglielmo Alessandro dei Paesi Bassi. La prima partita ufficiale allo stadio Abe Lenstra ci fu il 26 agosto 1994 contro l'Groningen. Il match finì con una vittoria per 2-0 per i Frisoni. Il primo gol ufficiale è stato segnato dal giocatore dell'Heerenveen Tom Sier.

## Alterazioni
Lo stadio ha avuto numerose ristrutturazioni. Già durante la costruzione dello stadio fu anche deciso di chiudere la curva. Diversi anni dopo, ci furono le modifiche principali caratterizzate da una dila ulteriore di skyboxes. Nel 2002 fu iniziato il progetto "Sport Heerenveen," che prevede l'aumento della capacità di 14 500 posti, portando quasi al raddoppio degli attuali 26 100 posti a sedere coperti.

## Progetti
L'8 novembre 2007 l'Heerenveen pubblicò un articolo sul proprio sito Web su una possibile espansione dello stadio nel prossimo futuro. Il KNVB decise di proporre lo stadio per ospitare una serie di partite durante la Coppa del Mondo del 2018. Il club e il comune di Heerenveen hanno accettato, ma restano ancora decidere i piani per il progetto attraverso cui la capacità dello stadio sarà aumentata a circa 40 000-45 000 posti.

## Galleria d'immagini

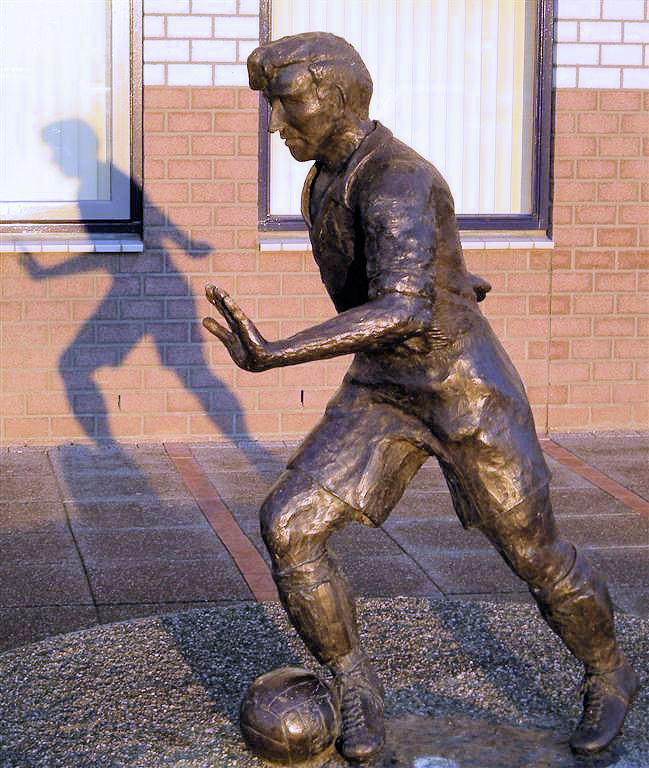
La statua di Abe Lenstra all'entrata dello stadio
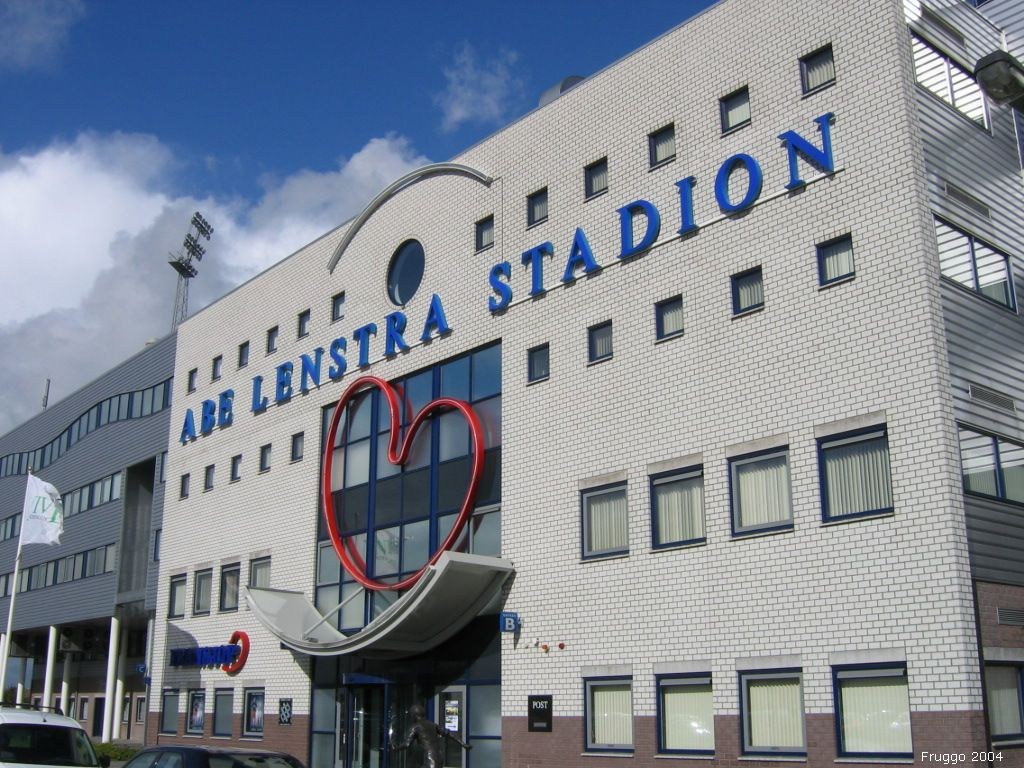
L'entrata dello stadio
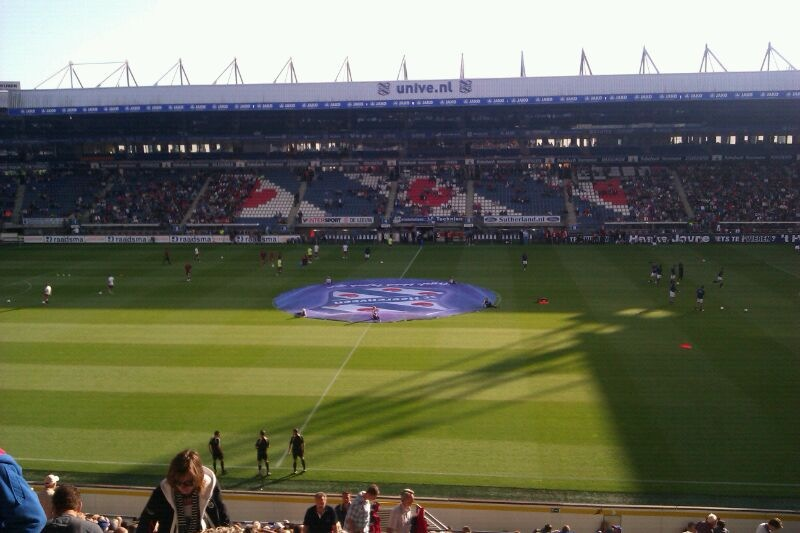
Veduta interna